# Uomo d'acqua dolce
Uomo d'acqua dolce è un film italiano del 1997 diretto e interpretato da Antonio Albanese.

## Trama
Antonio è un maestro di scuola elementare. Un giorno, tornato a casa da sua moglie Beatrice in dolce attesa, va al supermercato per acquistare un vasetto di funghetti per soddisfare la voglia della propria consorte. Mentre si appresta a salire sulle scale mobili, un uomo, involontariamente, fa cadere sulla testa di Antonio un pacco da 10 kg di zucchero. Antonio sviene e, quando si riprende, ha perso completamente la memoria; così inizia a vagare per la città senza una meta. La moglie, stufa di aspettarlo, si rifà una vita insieme alla figlia Tonina, avuta da Antonio, e a un cantante lirico di nome Goffredo.
Dopo cinque anni Antonio torna a casa come se nulla fosse, perché non ha nessun ricordo di quello che ha fatto dall'incidente. Scopre però di non essere più il benvenuto: infatti Beatrice è convinta che lui se ne sia andato volontariamente e per questo motivo lo caccia di casa. Antonio, visto che Beatrice non lo vuole più vedere, cerca di andare dall'amico Patrizio, ma scopre che, da generoso maestro elementare, è diventato ricco e insensibile, perciò rinuncia a riallacciare i rapporti. Dopo i suoi infiniti tentativi di tornare a casa, Beatrice si arrende e riaccoglie Antonio in una camera arrangiata per gli ospiti, nonostante Goffredo non sia d'accordo. Antonio cerca di recuperare il rapporto con la figlia che non ha visto nascere, la quale sembra trovare molto simpatico il proprio padre. Goffredo cerca di capire se Antonio voglia soltanto denaro da lui in cambio di un proprio allontanamento definitivo, ma non è questo il caso. Stanco e insofferente, Goffredo tenterà di presentare ad Antonio la sua collega Patrizia, ma sebbene lei sembri ben disposta nei suoi confronti, Antonio non è interessato.
Col passare dei giorni aumenta l'intolleranza di Goffredo alla presenza dell'ex marito della sua compagna in casa. Dopo numerose discussioni con Beatrice, Goffredo si rende conto che lei è ancora affezionata ad Antonio e che anche la piccola Tonina preferisce il padre. Distrutto, decide di andarsene, affermando di aver buttato cinque anni della sua vita per una persona che lo ha sostituito non appena è tornato l'uomo che c'era prima di lui. Beatrice ci rimane male e se la prende con Antonio, portando con sé la figlia in camera da letto, mentre Antonio resta dietro la porta a parlare per ore senza esito. Il mattino seguente Beatrice sembra più serena, così come la figlia, ma Antonio si è convinto che nessuna delle due lo voglia ancora lì. Quindi parte nuovamente, a piedi, mentre le due restano in silenzio. Alla fine Beatrice rassicura la figlia: Antonio tornerà sempre da loro. Dopo avere percorso molta strada, infatti, Antonio si ferma e, voltandosi, inizia a correre per tornare nuovamente da Beatrice e Tonina.

## Accoglienza
Il film si è classificato al 22º posto tra i primi 100 film di maggior incasso della stagione cinematografica italiana, nonostante molti non lo gradirono in quanto non riprendeva le caratteristiche dei personaggi presentati da lui stesso nella trasmissione televisiva Mai dire Gol 1996-1997.